# Rita Lobato
Rita Lobato Velho Lopes de Freitas, haciéndose conocer en la profesión como Rita Lobato (Río Grande, 7 de junio de 1866 — Río Pardo, 6 de enero de 1954) fue la primera mujer en ejercer la Medicina en el Brasil.

## Biografía
Nació prematura, de siete meses, el 7 de junio de 1866. Fueron sus padres Francisco Lobato Lopes, y Rita Carolina Velho Lopes. Realizó sus estudios de nivel medio en Pelotas, Estado de Río Grande del Sur; y demostró principalmente una intensa vocación por la medicina. Mas, a pesar de un decreto imperial, de 1879, autorizando a las mujeres a tomar cursos en las Facultades, y así obtener un título académico, los preconceptos de la época, que las relegaban a funciones domésticas, se hacían sentir muy fuertemente.
inicialmente, Rita se matriculó en la Facultad de Medicina de Río de Janeiro, donde su hermano más joven, cursaba la carrera de Farmacia. Más tarde, por problemas con sus compañeros y con los profesores se transfirió a la Facultad de Medicina de Salvador, Bahia. Allí fue la primera mujer estudiante universitaria; y completamente decidida a obtener el título de médica, venció las hostilidades iniciales de los colegas y profesores, ganando poco a poco su simpatía, hasta que recibió del cuerpo docente de esa tradicional Facultad bahiana, las mayores consideraciones.
En 1887, pasó a ser la primera mujer brasileña, y la segunda latinoamericana (la primera, la chilena Eloísa Díaz Inzunza, diplomada el 20 de noviembre de 1886) en obtener el diploma de doctora médica, tras defender la tesis sobre Paralelo entre os métodos preconizados na operação cesariana (Paralelo entre los métodos preconizados de la cirugía cesárea) Y que recibió incontables críticas de contenido moral, por lo "indecoroso" de su tratamiento por una dama
Su vida profesional quedó marcada por la muerte en el parto, de su madre, a quien le juró, en su cama moribunda 

que ninguém morreria no parto, em suas mãos.

 Luego de su formación, volvió a Rio Grande do Sul, donde se casó con Antônio Maria Amaro Freitas, y tuvieron una única hija: Isis.
Puso su consultorio clínico en Porto Alegre durante algún tiempo, y luego terminó por radicarse en Rio Pardo, donde ejerció la profesión de 1910 a 1925.
En 1935, fue elegida concejal, por el Partido Libertador, ejerciendo su mandato, hasta la implantación del Estado Novo en 1937, que cerró todas las Cámaras municipales.
Pasó el resto de su vida en la "Estancia de Capivari", en Rio Pardo; falleciendo a los 87 años.

## Otras publicaciones[7]
- Convalescença
- Responsabilidade medica
- Indicaçoes que exigen a operaçao cesariana

## Honores
En 1967, la Empresa Brasileña de Correos e Telégrafos lanzó un sello conmemorativo del centenario de su natalicio.

### Epónimos
- Rua "Dra. Rita Lobato", ciudad de Río Grande
- Rua "Dra. Rita Lobato", ciudad de Porto Alegre